# Региони на Бразилия
Бразилия е разделена на 5 региона.
| Име                      | Население (оценка, 2009) | Най-голям град | Брой щати           |
| ------------------------ | ------------------------ | -------------- | ------------------- |
| Северен регион           | 15,8 милиона             | Манаус         | 7                   |
| Североизточен регион     | 53,5 милиона             | Салвадор       | 9                   |
| Централно-западен регион | 13,6 милиона             | Бразилия       | 3 + федерален окръг |
| Югоизточен регион        | 80,7 милиона             | Сау Паулу      | 4                   |
| Южен регион              | 27,3 милиона             | Куритиба       | 3                   |

## Южен регион
Южният регион е с площ от 577 214 км2 (6,75% от площта на Бразилия), населението му е 25 800 000 души (12,5 % от населението на страната), населен предимно с бели, брутният вътрешен продукт е около 91.5 милиарда долара (16,5% от общия за страната).